# UEFA Champions League kvalifikationsfase og playoffrunde 2009-10
UEFA Champions League kvalifikationsfase og playoffrunde 2009-10 omhandler hele kvalifikationsfasen til UEFA Champions League 2009-10.
Der er to veje:
- Mestervejen, inkluderer alle mestre, der ikke automatisk er kvalificeret til gruppespillet.
- Ligavejen, inkluderer alle ikke-mestre hold, der ikke automatisk er kvalificeret til gruppespillet.

Alle tider er CEST (UTC+2)

## Hold
Denne tabel viser vejen for alle 54 hold (39 i mestervejen, 15 i ligavejen) involveret i kvalifikationsfasen og playoff-runden. 10 hold (fem i mestervejen, fem i ligavejen) kvalificerede sig til gruppespillet, sammen med de 22 automatisk kvalificerede.
| Nøgle til farver                                                                      |
| ------------------------------------------------------------------------------------- |
| Kvalificering til gruppespil                                                          |
| Elimineret i playoff-runden; Avanceret til Europa League gruppespil                   |
| Elimineret ind tredje kvalifikationsrunde; Avanceret til Europa League playoff-runden |

### Mestervejen
| Tredje Kvalifikationsrunde | Tredje Kvalifikationsrunde |
| Hold                       | Coeff.                     |
| -------------------------- | -------------------------- |
| Olympiakos                 | 52.633                     |
| Slavia Prag                | 25.150                     |
| Zürich                     | 14.050                     |

| Anden Kvalifikationsrunde | Anden Kvalifikationsrunde |
| Hold                      | Coeff.                    |
| ------------------------- | ------------------------- |
| København                 | 26.890                    |
| Levski Sofia              | 24.250                    |
| Partizan                  | 23.050                    |
| Maccabi Haifa             | 17.050                    |
| Dinamo Zagreb             | 16.466                    |
| Wisła Kraków              | 9.583                     |
| BATE Borisov              | 7.733                     |
| Red Bull Salzburg         | 6.565                     |
| Kalmar                    | 4.938                     |
| APOEL                     | 4.016                     |
| Stabæk                    | 3.760                     |
| Slovan Bratislava         | 2.933                     |
| Ventspils                 | 2.832                     |
| Maribor                   | 2.816                     |
| FH                        | 2.333                     |
| Inter Turku               | 1.958                     |
| Ekranas                   | 1.933                     |
| Bohemians                 | 1.899                     |
| Zrijnski                  | 1.733                     |
| Debrecen                  | 1.633                     |
| Sheriff Tiraspol          | 1.333                     |
| WIT Georgia               | 1.332                     |
| Makedonija Skopje         | 1.033                     |
| Baku                      | 0.899                     |
| Levadia                   | 0.866                     |
| Tirana                    | 0.799                     |
| Aktobe                    | 0.649                     |
| Pyunik                    | 0.599                     |
| Rhyl                      | 0.466                     |
| Glentoran                 | 0.433                     |
| EB/Streymur               | 0.433                     |
| F91 Dudelange             | 0.266                     |

| Første Kvalifikationsrunde | Første Kvalifikationsrunde |
| Hold                       | Coeff.                     |
| -------------------------- | -------------------------- |
| Mogren                     | 0.200                      |
| Sant Julià                 | 0.100                      |
| Hibernians                 | 0.099                      |
| Tre Fiori                  | 0.050                      |

### Ligavejen
| Play-off round  | Play-off round |
| Hold            | Coeff.         |
| --------------- | -------------- |
| Arsenal         | 106.899        |
| Lyon            | 91.033         |
| Stuttgart       | 45.339         |
| Fiorentina      | 42.582         |
| Atlético Madrid | 41.853         |

| Tredje Kvalifikationsrunde | Tredje Kvalifikationsrunde |
| Hold                       | Coeff.                     |
| -------------------------- | -------------------------- |
| Shakhtar Donetsk           | 74.370                     |
| Sporting CP                | 68.292                     |
| Panathinaikos              | 56.633                     |
| Celtic                     | 40.575                     |
| Anderlecht                 | 32.065                     |
| Sparta Prag                | 26.150                     |
| Twente                     | 17.826                     |
| Dynamo Moskva              | 9.525                      |
| Timișoara                  | 7.781                      |
| Sivasspor                  | 6.445                      |

## Kvalifikationsfase

### Første Kvalifikationsrunde

#### Seedning
Hold med en koefficient på mindst 0.100 blev seedet.
| Seedet                | Useedet                  |
| --------------------- | ------------------------ |
| - Mogren - Sant Julià | - Hibernians - Tre Fiori |

#### Kampe
| Hold 1     | Samlet       | Hold 2     | 1. kamp | 2. kamp   |
| ---------- | ------------ | ---------- | ------- | --------- |
| Tre Fiori  | 2–2 (4–5 p)1 | Sant Julià | 1–1     | 1–1 (aet) |
| Hibernians | 0–6          | Mogren     | 0–2     | 0–4       |

Noter
- Note 1: Sant Julià skulle oprindeligt spille første kamp hjemme, med der blev byttet rundt sådan at Tre Fiori havde hjemmebane i første kamp.

#### Første kamp
| 30. juni 2009 18:30 |

| Hibernians | 0–2 | Mogren                     |
| ---------- | --- | -------------------------- |
|            |     | Ćetković 32' · Grbić 88' · |

| Centenary Stadium, Ta' Qali 2 Tilskuere: 620 Dommer: Luc Wilmes (Luxembourg) |

| 1. juli 2009 20:30 |

| Tre Fiori    | 1–1 | Sant Julià         |
| ------------ | --- | ------------------ |
| Andreini 75' |     | Xinos 42' (str.) · |

| Montecchio, San Marino 3 Tilskuere: 564 Dommer: Damir Batinić ((Kroatien)) |

Noter
- Note 2: Spillet i Ta' Qali på Centenary Stadium.[2]
- Note 3: Spillet i San Marino på Montecchio.

#### Returkamp
| 7. juli 2009 19:00 |

| Sant Julià  | 1–1 | Tre Fiori       |
| ----------- | --- | --------------- |
| Moreira 39' |     | Canarezza 82' · |

| Estadi Comunal d'Aixovall, Andorra la Vella 4 Tilskuere: 800 Dommer: Sokol Jareci (Albania) |

Sant Julia 2–2 Tre Fiori samlet. Sant Julia vandt 5–4 efter straffesparkskonkurrence.
| 8. juli 2009 20:30 |

| Mogren                                      | 4–0 | Hibernians |
| ------------------------------------------- | --- | ---------- |
| Milic 41' · Grbić 45+1', 80' · Ćetković 51' |     |            |

| Stadion Pod Goricom, Podgorica 3 Tilskuere: 3.000 Dommer: Huw Jones (Wales) |

Mogren vandt 6–0 samlet.
Noter
- Note 4: Spillet i Andorra la Vella på Estadi Comunal d'Aixovall.
- Note 5: Spillet i Podgorica på Stadion Pod Goricom da Mogren's Stadion Mogren vil blive revet ned snart.

### Anden Kvalifikationsrunde

#### Seedning
Hold med en koefficient på mindst 1.933 blev seedet.
| Seedet | Seedet                                                                                  | Useedet | Useedet                                                                                  |
| --- | --------------------------------------------------------------------------------------- | --- | ---------------------------------------------------------------------------------------- |
| - København - Levski Sofia - Partizan - Maccabi Haifa - Dinamo Zagreb - Wisła Kraków - BATE Borisov - Red Bull Salzburg - Kalmar | - APOEL - Stabæk - Slovan Bratislava - Ventspils - Maribor - FH - Inter Turku - Ekranas | - Bohemians - Zrinjski - Debrecen - Sheriff Tiraspol - WIT Georgia - Makedonija Skopje - Baku - Levadia - Tirana | - Aktobe - Pyunik - Rhyl - Glentoran - EB/Streymur - F91 Dudelange - Mogren - Sant Julià |

#### Kampe
| Hold 1                   | Samlet  | Hold 2            | 1. kamp | 2. kamp |
| ------------------------ | ------- | ----------------- | ------- | ------- |
| Tirana                   | 1–5     | Stabæk            | 1–1     | 0–4     |
| WIT Georgia              | 1–3     | Maribor           | 0–0     | 1–3     |
| EB/Streymur              | 0–5     | APOEL             | 0–2     | 0–3     |
| København                | 12–0    | Mogren            | 6–0     | 6–0     |
| Debrecen                 | 3–3 (a) | Kalmar FF         | 2–0     | 1–3     |
| Makedonija Gjorče Petrov | 0–4     | BATE Borisov      | 0–2     | 0–2     |
| FH                       | 0–6     | Aktobe            | 0–4     | 0–2     |
| Pyunik Yerevan           | 0–3     | Dinamo Zagreb     | 0–0     | 0–3     |
| Ventspils                | 6–1     | F91 Dudelange     | 3–0     | 3–1     |
| Ekranas                  | 4–6     | Baku              | 2–2     | 2–4     |
| Red Bull Salzburg        | 2–1     | Bohemians         | 1–1     | 1–0     |
| Zrinjski                 | 1–4     | Slovan Bratislava | 1–0     | 0–4     |
| Inter Turku              | 0–2     | Sheriff Tiraspol  | 0–1     | 0–1     |
| Rhyl                     | 0–12    | Partizan          | 0–4     | 0–8     |
| Wisła Kraków             | 1–2     | Levadia           | 1–1     | 0–1     |
| Levski Sofia             | 9–0     | Sant Julià        | 4–0     | 5–0     |
| Maccabi Haifa            | 10–0    | Glentoran         | 6–0     | 4–0     |

#### Første kamp
| 14. juli 2009 17:00 |

| Makedonija Gjorče Petrov | 0–2 | BATE Borisov                |
| ------------------------ | --- | --------------------------- |
|                          |     | Kryvets 40' · Skavysh 49' · |

| Gradski Stadion, Skopje 6 Tilskuere: 3.000 Dommer: Peter Rasmussen ((Danmark)) |

| 14. juli 2009 17:00 |

| Pyunik | 0–0 | Dinamo Zagreb |
| ------ | --- | ------------- |
|        |     |               |

| Hanrapetakan Stadium, Yerevan Tilskuere: 2.500 Dommer: Paolo Tagliavento (Italien) |

| 14. juli 2009 20:00 |

| Ekranas                         | 2–2 | Baku                        |
| ------------------------------- | --- | --------------------------- |
| Bička 53' (str.) · Trakys 90+3' |     | Félix 78' · Batista 90+1' · |

| Aukštaitija Stadium, Panevėžys Tilskuere: 3.200 Dommer: Sascha Kever (Schweiz) |

| 14. juli 2009 20:00 |

| EB/Streymur | 0–2 | APOEL                              |
| ----------- | --- | ---------------------------------- |
|             |     | Mirosavljević 10' · Żewłakow 77' · |

| Tórsvøllur, Tórshavn 7 Tilskuere: 300 Dommer: Oleg Oriekhov (Ukraine) |

| 14. juli 2009 20:45 |

| Rhyl | 0–4 | Partizan                                                |
| ---- | --- | ------------------------------------------------------- |
|      |     | Krstajić 17' · Cléo 18' · Diarra 45+1' · Đorđević 69' · |

| Belle Vue, Rhyl Tilskuere: 1.726 Dommer: César Muñiz Fernández (Spanien) |

| 15. juli 2009 17:00 |

| Ventspils                               | 3–0 | F91 Dudelange |
| --------------------------------------- | --- | ------------- |
| Butriks 79' · Kačanovs 86' · Rimkus 87' |     |               |

| Ventspils Olimpiskais Stadions, Ventspils Tilskuere: 2.300 Dommer: Marcin Borski (Poland) |

| 15. juli 2009 17:30 |

| Inter Turku | 0–1 | Sheriff Tiraspol     |
| ----------- | --- | -------------------- |
|             |     | Suvorov 42' (str.) · |

| Veritas Stadion, Kupittaa Tilskuere: 5.108 Dommer: Zsolt Szabó (Ungarn) |

| 15. juli 2009 18:00 |

| WIT Georgia | 0–0 | Maribor |
| ----------- | --- | ------- |
|             |     |         |

| Mikheil Meskhi Stadium, Tbilisi 8 Tilskuere: 7.000 Dommer: Haanes Kaasik (Estonia) |

| 15. juli 2009 18:45 |

| Levski Sofia                                  | 4–0 | Sant Julià |
| --------------------------------------------- | --- | ---------- |
| Tasevski 50' · Hristov 64', 72' · Gadzhev 82' |     |            |

| Georgi Asparuhov Stadium, Sofia Tilskuere: 11.000 Dommer: Levan Paniashvili (Georgia) |

| 15. juli 2009 19:50 |

| Maccabi Haifa                                                                | 6–0 | Glentoran |
| ---------------------------------------------------------------------------- | --- | --------- |
| Rafaelov 36' · Katan 52' · Dvalishvili 57', 81' · Arbeitman 83' · Ghadir 89' |     |           |

| Kiryat Eliezer Stadium, Haifa Tilskuere: 11.500 Dommer: Aleksei Nikolaev ((Rusland)) |

| 15. juli 2009 20:00 |

| Tirana    | 1–1 | Stabæk          |
| --------- | --- | --------------- |
| Mukaj 50' |     | Kobayashi 34' · |

| Qemal Stafa Stadium, Tirana 9 Tilskuere: 3.500 Dommer: Robert Schörgenhofer ((Østrig)) |

| 15. juli 2009 20:00 |

| Debrecen                | 2–0 | Kalmar FF |
| ----------------------- | --- | --------- |
| J. Varga 73' · Kiss 86' |     |           |

| Stadion Oláh Gábor Út, Debrecen Tilskuere: 9.000 Dommer: Fredy Fautrel (Frankrig) |

| 15. juli 2009 20:15 |

| København                                                                     | 6–0 | Mogren |
| ----------------------------------------------------------------------------- | --- | ------ |
| Kristensen 8' · Jørgensen 16' · Aílton 24' · N'Doye 69', 74' · Nordstrand 82' |     |        |

| Parken Stadium, København Tilskuere: 12.226 Dommer: Selçuk Dereli ((Tyrkiet)) |

| 15. juli 2009 20:30 |

| Wisła Kraków   | 1–1 | Levadia       |
| -------------- | --- | ------------- |
| Ćwielong 90+3' |     | Andreev 41' · |

| Stadion Ludowy, Sosnowiec 10 Tilskuere: 3.000 Dommer: Tommy Skjerven ((Norge)) |

| 15. juli 2009 20:30 |

| Red Bull Salzburg | 1–1 | Bohemians |
| ----------------- | --- | --------- |
| Dudić 25'         |     | Ndo 60' · |

| Red Bull Arena, Wals-Siezenheim Tilskuere: 12.300 Dommer: Nicolai Vollquartz ((Danmark)) |

| 15. juli 2009 20:30 |

| Zrinjski   | 1–0 | Slovan Bratislava |
| ---------- | --- | ----------------- |
| Kordić 49' |     |                   |

| Bijeli Brijeg Stadium, Mostar Tilskuere: 7.400 Dommer: Dougie McDonald ((Skotland)) |

| 15. juli 2009 21:15 |

| FH | 0–4 | Aktobe                                              |
| -- | --- | --------------------------------------------------- |
|    |     | Tleshev 49' · Golovskoy 57', 85' · Khairullin 70' · |

| Kaplakriki, Hafnarfjörður Tilskuere: 2.000 Dommer: Robert Małek (Poland) |

Noter
- Note 6: Spillet i Skopje på Gradski Stadion da Makedonija Gjorče Petrov's Gjorče Petrov Stadium levede ikke op til UEFA’s kriterier.
- Note 7: Spillet i Tórshavn på Tórsvøllur da EB/Streymur's Við Margáir levede ikke op til UEFA’s kriterier.
- Note 8: Spillet i Tbilisi på Mikheil Meskhi Stadium da WIT Georgia's Shevardeni Stadium levede ikke op til UEFA’s kriterier.
- Note 9: Spillet i Tirana på Qemal Stafa da Tirana's Selman Stërmasi stadium levede ikke op til UEFA’s kriterier.
- Note 10: Spillet i Sosnowiec på Stadion Ludowy da Wisła Kraków's Stadion im. Henryka Reymana undergår et større renoveringsarbejde.

#### Returkamp
| 21. juli 2009 17:00 |

| Baku                                      | 4–2 | Ekranas                         |
| ----------------------------------------- | --- | ------------------------------- |
| Félix 59', 77' · Mujiri 65' · Šolić 90+1' |     | Matović 81' · Gleveckas 90+2' · |

| Tofik Bakhramov Stadium, Baku Tilskuere: 20.000 Dommer: Serge Gumienny (Belgien) |

Baku vandt 6–4 samlet.
| 21. juli 2009 18:00 |

| BATE Borisov                   | 2–0 | Makedonija Gjorče Petrov |
| ------------------------------ | --- | ------------------------ |
| Sasnowski 83' · Rodionov 90+3' |     |                          |

| City Stadium, Borisov Tilskuere: 3.000 Dommer: Tony Asumaa (Finland) |

BATE vandt 4–0 samlet.
| 21. juli 2009 18:45 |

| Sant Julià | 0–5 | Levski Sofia                                              |
| ---------- | --- | --------------------------------------------------------- |
|            |     | Ognyanov 23', 40' · Yovov 34' · Tsachev 83' · Kirov 87' · |

| Estadi Comunal d'Aixovall, Andorra la Vella Tilskuere: 230 Dommer: Jouny Hyytiä (Finland) |

Levski Sofia vandt 9–0 samlet.
| 21. juli 2009 19:00 |

| APOEL                                             | 3–0 | EB/Streymur |
| ------------------------------------------------- | --- | ----------- |
| Żewłakow 42' · Alexandrou 63' · Mirosavljević 75' |     |             |

| GSP Stadium, Nicosia Tilskuere: 9.054 Dommer: Cyril Zimmermann (Schweiz) |

APOEL vandt 5–0 samlet.
| 21. juli 2009 19:00 |

| Sheriff Tiraspol   | 1–0 | Inter Turku |
| ------------------ | --- | ----------- |
| Suvorov 69' (str.) |     |             |

| Sheriff Stadium, Tiraspol Tilskuere: 11.000 Dommer: Carlos Velasco Carballo (Spanien) |

Sheriff Tiraspol vandt 2–0 samlet.
| 21. juli 2009 19:30 |

| Slovan Bratislava                              | 4–0 | Zrinjski |
| ---------------------------------------------- | --- | -------- |
| Halenár 13', 60' · Gaúcho 19' · Sylvestr 90+2' |     |          |

| Tehelné pole, Bratislava Tilskuere: 13.850 Dommer: Said Ennjimi (Frankrig) |

Slovan Bratislava vandt 4–1 samlet.
| 21. juli 2009 20:30 |

| Dinamo Zagreb                           | 3–0 | Pyunik |
| --------------------------------------- | --- | ------ |
| Mandžukić 30' · Badelj 61' · Lovren 66' |     |        |

| Maksimir Stadion, Zagreb Tilskuere: 0 11 Dommer: Duarte Gomes (Portugal) |

Dinamo Zagreb vandt 3–0 samlet.
| 21. juli 2009 20:45 |

| Stabæk                                            | 4–0 | Tirana |
| ------------------------------------------------- | --- | ------ |
| Segerström 15', 17' · Berglund 44' · Farnerud 55' |     |        |

| Telenor Arena, Bærum Tilskuere: 4.783 Dommer: Thorsten Kinhöfer (Tyskland) |

Stabæk vandt 5–1 samlet.
| 21. juli 2009 20:45 |

| Partizan                                                                            | 8–0 | Rhyl |
| ----------------------------------------------------------------------------------- | --- | ---- |
| Diarra 4' · Cléo 17', 51', 72' (str.) · Đorđević 20' · Ilić 38', 63' · Petrović 66' |     |      |

| Partizan Stadium, Belgrade Tilskuere: 9.321 Dommer: Markus Strömbergsson ((Sverige)) |

Partizan vandt 12–0 samlet.
| 22. juli 2009 18:00 |

| Aktobe                   | 2–0 | FH |
| ------------------------ | --- | -- |
| Smakov 20' · Tleshev 67' |     |    |

| Aktobe Central Stadium, Aktobe Tilskuere: 13.000 Dommer: Aleksei Kulbakov ((Hviderusland)) |

Aktobe vandt 6–0 samlet.
| 22. juli 2009 18:00 |

| F91 Dudelange      | 1–3 | Ventspils                                     |
| ------------------ | --- | --------------------------------------------- |
| Daniel da Mota 15' |     | Astafjevs 27' · Butriks 57' · Mihadjuks 67' · |

| Stade Jos Nosbaum, Dudelange Tilskuere: 1.165 Dommer: Martin Ingvarsson ((Sverige)) |

Ventspils vandt 6–1 samlet.
| 22. juli 2009 18:00 |

| Levadia    | 1–0 | Wisła Kraków |
| ---------- | --- | ------------ |
| Ivanov 90' |     |              |

| Kadrioru Stadium, Tallinn Tilskuere: 2.000 Dommer: Cüneyt Çakır ((Tyrkiet)) |

Levadia vandt 2–1 samlet.
| 22. juli 2009 19:00 |

| Kalmar FF                           | 3–1 | Debrecen       |
| ----------------------------------- | --- | -------------- |
| R. Elm 19', 71' (str.) · Mendes 32' |     | J. Varga 13' · |

| Fredriksskans, Kalmar Tilskuere: 3.886 Dommer: Stanislav Sukhina ((Rusland)) |

Kalmar 3–3 Debrecen samlet. Debrecen vandt på udebanemål.
| 22. juli 2009 19:50 |

| Glentoran | 0–4 | Maccabi Haifa                                    |
| --------- | --- | ------------------------------------------------ |
|           |     | Bello 9', 53' · Masilela 62' · Arbeitman 90+2' · |

| The Oval, Belfast Tilskuere: 872 Dommer: Espen Berntsen ((Norge)) |

Maccabi Haifa vandt 10–0 samlet.
| 22. juli 2009 20:30 |

| Bohemians | 0–1 | Red Bull Salzburg |
| --------- | --- | ----------------- |
|           |     | Ježek 87' ·       |

| Dalymount Park, Dublin Tilskuere: 5.944 Dommer: Aleksandar Stavrev ((Makedonien)) |

Red Bull Salzburg vandt 2–1 samlet.
| 22. juli 2009 20:30 |

| Mogren | 0–6 | København                                                                    |
| ------ | --- | ---------------------------------------------------------------------------- |
|        |     | N'Doye 11', 40' · Nordstrand 16' · Vingaard 43' · Delaney 47' · Aílton 87' · |

| Stadion Pod Goricom, Podgorica 12 Tilskuere: 2.000 Dommer: Alexandru Deaconu (()) |

København vandt 12–0 samlet.
| 22. juli 2009 20:45 |

| Maribor                                 | 3–1 | WIT Georgia          |
| --------------------------------------- | --- | -------------------- |
| Bunderla 9' · Tavares 19' · Mihelič 86' |     | Kvaratskelia 45+1' · |

| Ljudski vrt, Maribor Tilskuere: 6.500 Dommer: Cristian Balaj (()) |

Maribor vandt 3–1 samlet.
Noter
- Note 11: Dinamo Zagreb had to play behind closed doors due to their fans making problems last season.
- Note 12: Spillet i Podgorica på Stadion Pod Goricom da Mogren's Stadion Mogren vil blive revet ned snart.

### Tredje Kvalifikationsrunde

#### Seedning
På mestervejen, blev hold med en koefficient på mindst 7.733 seedet. Levadia blev også seedet fordi lodtrækning blev foretaget før anden kvalifikationsrunde, hvor de slog et hold der ville være blevet seedet. På Ligavejen, blev hold med en koefficient på mindst 32.065 seedet.
| Mestervejen | Mestervejen | Ligavejen                                                              | Ligavejen                                                      |
| Seedet | Useedet | Seedet                                                                 | Useedet                                                        |
| --- | --- | ---------------------------------------------------------------------- | -------------------------------------------------------------- |
| - Olympiakos - København - Slavia Prag - Levski Sofia - Partizan - Maccabi Haifa - Dinamo Zagreb - Zürich - Levadia - BATE Borisov | - Red Bull Salzburg - Debrecen - APOEL - Stabæk - Slovan Bratislava - Ventspils - Maribor - Aktobe - Sheriff Tiraspol - Baku | - Shakhtar Donetsk - Sporting CP - Panathinaikos - Celtic - Anderlecht | - Sparta Prag - Twente - Dynamo Moskva - Timișoara - Sivasspor |

#### Kampe
| Hold 1            | Samlet      | Hold 2        | 1. kamp     | 2. kamp     |             |
| Mestervejen       | Mestervejen | Mestervejen   | Mestervejen | Mestervejen | Mestervejen |
| ----------------- | ----------- | ------------- | ----------- | ----------- | ----------- |
| Red Bull Salzburg | 3–2         | Dinamo Zagreb | 1–1         | 2–1         |             |
| Slovan Bratislava | 0–4         | Olympiakos    | 0–2         | 0–2         |             |
| Zürich            | 5–3         | Maribor       | 2–3         | 3–0         |             |
| APOEL             | 2–1         | Partizan      | 2–0         | 0–1         |             |
| Sheriff Tiraspol  | 1–1 (a)     | Slavia Prag   | 0–0         | 1–1         |             |
| Aktobe            | 3–4         | Maccabi Haifa | 0–0         | 3–4         |             |
| Baku              | 0–2         | Levski Sofia  | 0–0         | 0–2         |             |
| Ventspils         | 2–2 (a)     | BATE Borisov  | 1–0         | 1–2         |             |
| Levadia           | 0–2         | Debrecen      | 0–1         | 0–1         |             |
| København         | 3–1         | Stabæk        | 3–1         | 0–0         |             |
| Ligavejen         |             |               |             |             |             |
| Sparta Prag       | 3–4         | Panathinaikos | 3–1         | 0–3         |             |
| Shakhtar Donetsk  | 2–2 (a)     | Timișoara     | 2–2         | 0–0         |             |
| Sporting CP       | 1–1 (a)     | Twente        | 0–0         | 1–1         |             |
| Celtic            | 2–1         | Dynamo Moskva | 0–1         | 2–0         |             |
| Anderlecht        | 6–3         | Sivasspor     | 5–0         | 1–3         |             |

#### Første kamp
| 28. juli 2009 17:00 |

| Baku | 0–0 | Levski Sofia |
| ---- | --- | ------------ |
|      |     |              |

| Tofik Bakhramov Stadium, Baku Tilskuere: 25.500 Dommer: Svein Oddvar Moen ((Norge)) |

| 28. juli 2009 18:00 |

| Aktobe | 0–0 | Maccabi Haifa |
| ------ | --- | ------------- |
|        |     |               |

| Aktobe Central Stadium, Aktobe Tilskuere: 12.850 Dommer: Thomas Einwaller ((Østrig)) |

| 28. juli 2009 20:00 |

| Sparta Prag                           | 3–1 | Panathinaikos     |
| ------------------------------------- | --- | ----------------- |
| Holenda 26' · Vacek 32' · Kalouda 86' |     | Salpingidis 67' · |

| AXA Arena, Prag Tilskuere: 12.058 Dommer: Ivan Bebek ((Kroatien)) |

| 28. juli 2009 20:45 |

| Anderlecht                                                       | 5–0 | Sivasspor |
| ---------------------------------------------------------------- | --- | --------- |
| De Sutter 17', 76' · Boussoufa 22' · Chatelle 32' · Frutos 90+2' |     |           |

| Constant Vanden Stock Stadium, Anderlecht Tilskuere: 23.953 Dommer: Craig Thomson ((Skotland)) |

| 29. juli 2009 17:00 |

| Ventspils   | 1–0 | BATE Borisov |
| ----------- | --- | ------------ |
| Chirkin 64' |     |              |

| Ventspils Olimpiskais Stadions, Ventspils Tilskuere: 2.950 Dommer: Darko Čeferin ((Slovenien)) |

| 29. juli 2009 18:00 |

| Levadia | 0–1 | Debrecen      |
| ------- | --- | ------------- |
|         |     | Leandro 70' · |

| Kadrioru Stadium, Tallinn Tilskuere: 3.000 Dommer: Bruno Paixão (Portugal) |

| 29. juli 2009 19:00 |

| Sheriff Tiraspol | 0–0 | Slavia Prag |
| ---------------- | --- | ----------- |
|                  |     |             |

| Sheriff Stadium, Tiraspol Tilskuere: 12.000 Dommer: Alan Kelly () |

| 29. juli 2009 19:00 |

| Shakhtar Donetsk              | 2–2 | Timișoara        |
| ----------------------------- | --- | ---------------- |
| Hladkyy 61' · Fernandinho 86' |     | Bucur 20', 80' · |

| RSC Olimpiyskiy, Donetsk Tilskuere: 18.000 Dommer: Eduardo Iturralde González (Spanien) |

| 29. juli 2009 19:00 |

| APOEL                            | 2–0 | Partizan |
| -------------------------------- | --- | -------- |
| Mirosavljević 50' · Żewłakow 85' |     |          |

| GSP Stadium, Nicosia Tilskuere: 15.882 Dommer: Björn Kuipers (Holland) |

| 29. juli 2009 20:00 |

| Slovan Bratislava | 0–2 | Olympiakos                          |
| ----------------- | --- | ----------------------------------- |
|                   |     | A. Papadopoulos 2' · Leonardo 21' · |

| Tehelné pole, Bratislava Tilskuere: 21.250 Dommer: Claudio Circhetta (Schweiz) |

| 29. juli 2009 20:15 |

| København                             | 3–1 | Stabæk         |
| ------------------------------------- | --- | -------------- |
| Grønkjær 11' · Santin 41', 80' (str.) |     | Pálmason 58' · |

| Parken Stadium, København Tilskuere: 15.383 Dommer: Yuri Baskakov ((Rusland)) |

| 29. juli 2009 20:15 |

| Zürich                     | 2–3 | Maribor                           |
| -------------------------- | --- | --------------------------------- |
| Vonlanthen 4' · Hassli 29' |     | Tavares 12', 22' · Pavlović 50' · |

| Letzigrund, Zürich Tilskuere: 8.500 Dommer: Eric Braamhaar (Holland) |

| 29. juli 2009 20:30 |

| Red Bull Salzburg | 1–1 | Dinamo Zagreb   |
| ----------------- | --- | --------------- |
| Zickler 45'       |     | Mandžukić 63' · |

| Red Bull Arena, Wals-Siezenheim Tilskuere: 15.800 Dommer: Pavel Královec (Tjekkiet) |

| 29. juli 2009 20:45 |

| Celtic | 0–1 | Dynamo Moskva |
| ------ | --- | ------------- |
|        |     | Kokorin 7' ·  |

| Celtic Park, Glasgow Tilskuere: 54.184 Dommer: Nicola Rizzoli (Italien) |

| 29. juli 2009 21:45 |

| Sporting CP | 0–0 | Twente |
| ----------- | --- | ------ |
|             |     |        |

| Estádio José Alvalade, Lissabon Tilskuere: 37.313 Dommer: Felix Brych (Tyskland) |

#### Returkamp
| 4. august 2009 19:50 |

| Maccabi Haifa                                 | 4–3 | Aktobe                                           |
| --------------------------------------------- | --- | ------------------------------------------------ |
| Katan 26' · Golasa 34' · Dvalishvili 59', 62' |     | Averchenko 8' · Chichulin 13' · Khairullin 15' · |

| Kiryat Eliezer Stadium, Haifa Tilskuere: 12.000 Dommer: Serge Gumienny (Belgien) |

Maccabi Haifa vandt 4–3 samlet.
| 4. august 2009 20:00 |

| Sivasspor                                   | 3–1 | Anderlecht      |
| ------------------------------------------- | --- | --------------- |
| Martin 12' · Kamanan 19' (str.) · Aydın 58' |     | Van Damme 34' · |

| 4 Eylül, Sivas Tilskuere: 7.592 Dommer: Manuel Mejuto González (Spanien) |

Anderlecht vandt 6–3 samlet.
| 4. august 2009 20:15 |

| Dinamo Zagreb    | 1–2 | Red Bull Salzburg          |
| ---------------- | --- | -------------------------- |
| Papadopoulos 47' |     | Švento 33' · Nelisse 83' · |

| Maksimir Stadion, Zagreb Tilskuere: 20.000 Dommer: Alain Hamer (Luxembourg) |

Red Bull Salzburg vandt 3–2 samlet.
| 4. august 2009 20:45 |

| Panathinaikos                                    | 3–0 | Sparta Prag |
| ------------------------------------------------ | --- | ----------- |
| Sarriegi 45' · Katsouranis 54' · Salpingidis 89' |     |             |

| Olympic Stadium, Athen 13 Tilskuere: 50.000 Dommer: Pedro Proença (Portugal) |

Panathinaikos vandt 4–3 samlet.
| 4. august 2009 20:45 |

| Twente     | 1–1 | Sporting CP             |
| ---------- | --- | ----------------------- |
| Douglas 2' |     | Wisgerhof 90+5' (sm.) · |

| De Grolsch Veste, Enschede Tilskuere: 23.700 Dommer: Stéphane Lannoy (Frankrig) |

Twente 1–1 Sporting CP samlet. Sporting CP vandt på udebanemål.
| 5. august 2009 18:00 |

| BATE Borisov     | 2–1 | Ventspils      |
| ---------------- | --- | -------------- |
| Kryvets 43', 57' |     | Țîgîrlaș 14' · |

| City Stadium, Borisov Tilskuere: 5.500 Dommer: Alexandru Tudor (()) |

BATE 2–2 Ventspils samlet. Ventspils vandt på udebanemål.
| 5. august 2009 18:00 |

| Dynamo Moskva | 0–2 | Celtic                         |
| ------------- | --- | ------------------------------ |
|               |     | McDonald 44' · Samaras 90+1' · |

| Arena Khimki, Khimki 14 Tilskuere: 13.753 Dommer: Jonas Eriksson ((Sverige)) |

Celtic vandt 2–1 samlet.
| 5. august 2009 19:30 |

| Levski Sofia            | 2–0 | Baku |
| ----------------------- | --- | ---- |
| Yovov 64' · Hristov 80' |     |      |

| Georgi Asparuhov Stadium, Sofia Tilskuere: 13.500 Dommer: Stefan Johannesson ((Sverige)) |

Levski Sofia vandt 2–0 samlet.
| 5. august 2009 19:30 |

| Timișoara | 0–0 | Shakhtar Donetsk |
| --------- | --- | ---------------- |
|           |     |                  |

| Stadionul Dan Păltinișanu, Timișoara Tilskuere: 25.000 Dommer: Terje Hauge ((Norge)) |

Timișoara 2–2 Shakhtar Donetsk samlet. Timișoara vandt på udebanemål.
| 5. august 2009 20:00 |

| Debrecen      | 1–0 | Levadia |
| ------------- | --- | ------- |
| Coulibaly 70' |     |         |

| Stadion Oláh Gábor Út, Debrecen Tilskuere: 9.640 Dommer: Damir Skomina ((Slovenien)) |

Debrecen vandt 2–0 samlet.
| 5. august 2009 20:00 |

| Slavia Prag | 1–1 | Sheriff Tiraspol |
| ----------- | --- | ---------------- |
| Hloušek 15' |     | Nadson 90+4' ·   |

| Synot Tip Arena, Prag Tilskuere: 13.483 Dommer: Gianluca Rocchi (Italien) |

Slavia Prag 1–1 Sheriff Tiraspol samlet. Sheriff Tiraspol vandt på udebanemål.
| 5. august 2009 20:15 |

| Maribor | 0–3 | Zürich                                   |
| ------- | --- | ---------------------------------------- |
|         |     | Djurić 21' · Margairaz 45' · Nikçi 76' · |

| Ljudski vrt, Maribor Tilskuere: 12.000 Dommer: Laurent Duhamel (Frankrig) |

Zürich vandt 5–3 samlet.
| 5. august 2009 20:45 |

| Partizan   | 1–0 | APOEL |
| ---------- | --- | ----- |
| Moreira 3' |     |       |

| Partizan Stadium, Belgrade Tilskuere: 23.867 Dommer: Matteo Trefoloni (Italien) |

APOEL vandt 2–1 samlet.
| 5. august 2009 20:45 |

| Olympiakos              | 2–0 | Slovan Bratislava |
| ----------------------- | --- | ----------------- |
| Maresca 35' · Diogo 56' |     |                   |

| Karaiskakis Stadium, Athen Tilskuere: 26.137 Dommer: Konrad Plautz ((Østrig)) |

Olympiakos vandt 4–0 samlet.
| 5. august 2009 20:45 |

| Stabæk | 0–0 | København |
| ------ | --- | --------- |
|        |     |           |

| Telenor Arena, Bærum Tilskuere: 12.562 Dommer: Willie Collum ((Skotland)) |

København vandt 3–1 samlet.
Noter
- Note 13: Spillet i Athen på Olympic Stadium da Panathinaikos's Apostolos Nikolaidis Stadium had been replaced temporarily by that stadium. In 2010. Apostolos Nikolaidis Stadium was supposed to be replaced by Marfin Stadium but due to financial problems in Greece, it did not hapstr.
- Note 14: Spillet i Khimki på Arena Khimki da Dynamo Moskva's Dynamo Stadium is undergoing renovation work.

## Play-off round

### Seedning
In the Mestervejen, Hold med en koefficient på mindst 14.050 blev seedet. In the Ligavejen, Hold with a coefficient of at least 45.339 blev seedet.
| Mestervejen                                                      | Mestervejen                                                           | Ligavejen                                                  | Ligavejen                                                        |
| Seedet                                                           | Useedet                                                               | Seedet                                                     | Useedet                                                          |
| ---------------------------------------------------------------- | --------------------------------------------------------------------- | ---------------------------------------------------------- | ---------------------------------------------------------------- |
| - Olympiakos - København - Levski Sofia - Maccabi Haifa - Zürich | - Red Bull Salzburg - APOEL - Ventspils - Debrecen - Sheriff Tiraspol | - Arsenal - Lyon - Sporting CP - Panathinaikos - Stuttgart | - Fiorentina - Atlético Madrid - Celtic - Anderlecht - Timișoara |

### Kampe
| Hold 1            | Samlet      | Hold 2          | 1. kamp     | 2. kamp     |             |
| Mestervejen       | Mestervejen | Mestervejen     | Mestervejen | Mestervejen | Mestervejen |
| ----------------- | ----------- | --------------- | ----------- | ----------- | ----------- |
| Sheriff Tiraspol  | 0–3         | Olympiakos      | 0–2         | 0–1         |             |
| Red Bull Salzburg | 1–5         | Maccabi Haifa   | 1–2         | 0–3         |             |
| Ventspils         | 1–5         | Zürich          | 0–3         | 1–2         |             |
| København         | 2–3         | APOEL           | 1–0         | 1–3         |             |
| Levski Sofia      | 1–4         | Debrecen        | 1–2         | 0–2         |             |
| Ligavejen         |             |                 |             |             |             |
| Lyon              | 8–2         | Anderlecht      | 5–1         | 3–1         |             |
| Celtic            | 1–5         | Arsenal         | 0–2         | 1–3         |             |
| Timișoara         | 0–2         | Stuttgart       | 0–2         | 0–0         |             |
| Sporting CP       | 3–3 (a)     | Fiorentina      | 2–2         | 1–1         |             |
| Panathinaikos     | 2–5         | Atlético Madrid | 2–3         | 0–2         |             |

### Første kamp
| 18. august 2009 20:45 |

| Sheriff Tiraspol | 0–2 | Olympiakos                 |
| ---------------- | --- | -------------------------- |
|                  |     | Dudu 46' · Mitroglou 81' · |

| Sheriff Stadium, Tiraspol Tilskuere: 12.500 Dommer: Martin Atkinson ((England)) |

| 18. august 2009 20:45 |

| København   | 1–0 | APOEL |
| ----------- | --- | ----- |
| Pospěch 54' |     |       |

| Parken Stadium, København Tilskuere: 16.250 Dommer: Alain Hamer (Luxembourg) |

| 18. august 2009 20:45 |

| Celtic | 0–2 | Arsenal                           |
| ------ | --- | --------------------------------- |
|        |     | Gallas 43' · Caldwell 71' (sm.) · |

| Celtic Park, Glasgow Tilskuere: 58.165 Dommer: Massimo Busacca (Schweiz) |

| 18. august 2009 20:45 |

| Timișoara | 0–2 | Stuttgart                       |
| --------- | --- | ------------------------------- |
|           |     | Gebhart 28' (str.) · Hleb 30' · |

| Stadionul Dan Păltinișanu, Timișoara Tilskuere: 23.446 Dommer: Olegário Benquerença (Portugal) |

| 18. august 2009 20:45 |

| Sporting CP               | 2–2 | Fiorentina                  |
| ------------------------- | --- | --------------------------- |
| Vukčević 58' · Veloso 66' |     | Vargas 6' · Gilardino 79' · |

| Estádio José Alvalade, Lissabon Tilskuere: 27.602 Dommer: Viktor Kassai (Ungarn) |

| 19. august 2009 20:45 |

| Red Bull Salzburg | 1–2 | Maccabi Haifa                |
| ----------------- | --- | ---------------------------- |
| Zickler 57'       |     | Ghadir 22' · Arbeitman 84' · |

| Red Bull Arena, Wals-Siezenheim Tilskuere: 21.260 Dommer: Yuri Baskakov ((Rusland)) |

| 19. august 2009 20:45 |

| Ventspils | 0–3 | Zürich                                       |
| --------- | --- | -------------------------------------------- |
|           |     | Vonlanthen 12' · Aegerter 55' · Djurić 75' · |

| Skonto Stadion, Riga 15 Tilskuere: 7.300 Dommer: Tom Henning Øvrebø ((Norge)) |

| 19. august 2009 20:45 |

| Levski Sofia | 1–2 | Debrecen                       |
| ------------ | --- | ------------------------------ |
| Bardon 51'   |     | Bodnár 12' · Czvitkovics 76' · |

| Georgi Asparuhov Stadium, Sofia Tilskuere: 14.524 Dommer: Laurent Duhamel (Frankrig) |

| 19. august 2009 20:45 |

| Lyon                                                        | 5–1 | Anderlecht   |
| ----------------------------------------------------------- | --- | ------------ |
| Pjanić 10' · López 15' (str.) · Bastos 39' · Gomis 42', 63' |     | Suárez 58' · |

| Stade de Gerland, Lyon Tilskuere: 37.902 Dommer: Wolfgang Stark (Tyskland) |

| 19. august 2009 20:45 |

| Panathinaikos              | 2–3 | Atlético Madrid                           |
| -------------------------- | --- | ----------------------------------------- |
| Salpingidis 47' · Leto 74' |     | Rodríguez 36' · Forlán 63' · Agüero 70' · |

| Olympic Stadium, Athen 16 Tilskuere: 50.540 Dommer: Felix Brych (Tyskland) |

Noter
- Note 15: Spillet i Riga på Skonto Stadion da Ventspilss Ventspils Olimpiskais Stadions levede ikke op til UEFA’s kriterier.
- Note 16: Spillet i Athen på Olympic Stadium da Panathinaikos's Apostolos Nikolaidis Stadium had been replaced temporarily by that stadium.

### Returkamp
| 25. august 2009 20:45 |

| Maccabi Haifa                             | 3–0 | Red Bull Salzburg |
| ----------------------------------------- | --- | ----------------- |
| Dvalishvili 31' · Golasa 57' · Ghadir 90' |     |                   |

| Ramat Gan Stadium, Ramat Gan 17 Tilskuere: 31.700 Dommer: Bertrand Layec (Frankrig) |

Maccabi Haifa vandt 5–1 samlet.
| 25. august 2009 20:45 |

| Zürich                     | 2–1 | Ventspils     |
| -------------------------- | --- | ------------- |
| Vonlanthen 6' · Abdi 90+2' |     | Țîgîrlaș 8' · |

| AFG Arena, St. Gallen 18 Tilskuere: 9.050 Dommer: Terje Hauge ((Norge)) |

Zürich vandt 5–1 samlet.
| 25. august 2009 20:45 |

| Debrecen               | 2–0 | Levski Sofia |
| ---------------------- | --- | ------------ |
| Varga 13' · Rudolf 35' |     |              |

| Stadium Puskás Ferenc, Budapest 19 Tilskuere: 32.000 Dommer: Claus Bo Larsen ((Danmark)) |

Debrecen vandt 4–1 samlet.
| 25. august 2009 20:45 |

| Anderlecht        | 1–3 | Lyon                     |
| ----------------- | --- | ------------------------ |
| Suárez 51' (str.) |     | Lisandro 26', 32', 41' · |

| Constant Vanden Stock Stadium, Anderlecht Tilskuere: 16.096 Dommer: Nicola Rizzoli (Italien) |

Lyon vandt 8–2 samlet.
| 25. august 2009 20:45 |

| Atlético Madrid              | 2–0 | Panathinaikos |
| ---------------------------- | --- | ------------- |
| Vyntra 4' (sm.) · Agüero 83' |     |               |

| Vicente Calderón Stadium, Madrid Tilskuere: 29.910 Dommer: Pieter Vink (Holland) |

Atlético Madrid vandt 5–2 samlet.
| 26. august 2009 20:45 |

| Arsenal                                       | 3–1 | Celtic         |
| --------------------------------------------- | --- | -------------- |
| Eduardo 28' (str.) · Eboué 53' · Arshavin 74' |     | Donati 90+2' · |

| Emirates Stadium, London Tilskuere: 59.962 Dommer: Manuel Mejuto González (Spanien) |

Arsenal vandt 5–1 samlet.
| 26. august 2009 20:45 |

| Stuttgart | 0–0 | Timișoara |
| --------- | --- | --------- |
|           |     |           |

| Mercedes-Benz Arena, Stuttgart Tilskuere: 27.500 Dommer: Roberto Rosetti (Italien) |

Stuttgart vandt 2–0 samlet.
| 26. august 2009 20:45 |

| Fiorentina  | 1–1 | Sporting CP    |
| ----------- | --- | -------------- |
| Jovetić 54' |     | Moutinho 35' · |

| Stadio Artemio Franchi, Florence Tilskuere: 30.821 Dommer: Howard Webb ((England)) |

Fiorentina 3–3 Sporting CP samlet. Fiorentina vandt på udebanemål.
| 26. august 2009 20:45 |

| Olympiakos    | 1–0 | Sheriff Tiraspol |
| ------------- | --- | ---------------- |
| Mitroglou 82' |     |                  |

| Karaiskakis Stadium, Athen Tilskuere: 27.633 Dommer: Alberto Undiano Mallenco (Spanien) |

Olympiakos vandt 3–0 samlet.
| 26. august 2009 20:45 |

| APOEL                                 | 3–1 | København    |
| ------------------------------------- | --- | ------------ |
| Kosowski 2' · Michael 18' (str.), 41' |     | N'Doye 22' · |

| GSP Stadium, Nicosia Tilskuere: 21.133 Dommer: Konrad Plautz ((Østrig)) |

APOEL vandt 3–2 samlet.
Noter
- Note 17: Spillet i Ramat Gan på Ramat Gan Stadium da Maccabi Haifa's Kiryat Eliezer Stadium levede ikke op til UEFA’s kriterier.
- Note 18: Spillet i St. Gallen på AFG Arena da Zürich's Letzigrund hosts IAAF Golden League's fourth part (Weltklasse Zürich) on 28. august.
- Note 19: Spillet i Budapest på Stadium Puskás Ferenc da Debrecen's Stadion Oláh Gábor Út levede ikke op til UEFA’s kriterier.